# Juan Carlos Jones
Juan Carlos Jones Dougan (Vitoria el 24 de agosto de 1947 - Malabo el 22 de febrero de 1997) fue un atleta español de origen ecuatoguineano especializado en carreras de velocidad.

## Biografía
Hijo de Alfredo José Jones Níger y de Teodora Susana Dougan Kinson, y hermano del político José Luis Jones. Era nieto del terrateniente Maximiliano Cipriano Jones Brown, sobrino del político Wilwardo Jones Níger, y por tanto primo hermano de Miguel Jones, jugador del Atlético de Madrid de la década de los 60. También fue primo del deportista de bobsleigh Maximiliano Jones Ivina.
Fallece en Malabo por asfixia, a causa de un enfisema pulmonar acentuado por un cáncer de garganta, al carecer de oxígeno, que se encontraba guardado bajo llave, para evitar robos, en el hospital en el que estaba ingresado.

## Vida deportiva
Este atleta era experto en distancias cortas, revolucionando esta especialidad en España entre finales de los años 60 y principios de los 70.

## Palmarés
- Campeón de España de 100 metros.
- Campeón de España de 60 metros en 1965-66-69-70.
- Mejor marca de España de 100 metros en 1968 con 10.4 segundos[1]
- Mejor marca nacional en 1970 con 10.3.[1]